# Zimran
Zimran (hebr. זִמְרָן) – postać biblijna, trzeci syn Abrahama, a pierwszy pochodzący z jego małżeństwa z Keturą.
Abraham jeszcze za swojego życia obdarował synów pochodzących z małżeństwa z Keturą (Zimrana, Jokszana, Medana, Midiana, Jiszbaka i Szuacha) i kazał im odejść na wschód, aby znajdowali się z daleka od swojego przyrodniego brata Izaaka.